# Siegbert Springer
Siegbert Springer (* 9. August 1882 in Schubin bei Bromberg; † 10. Mai 1938 in Berlin) war ein bedeutender Jura-Repetitor in Berlin.

## Leben

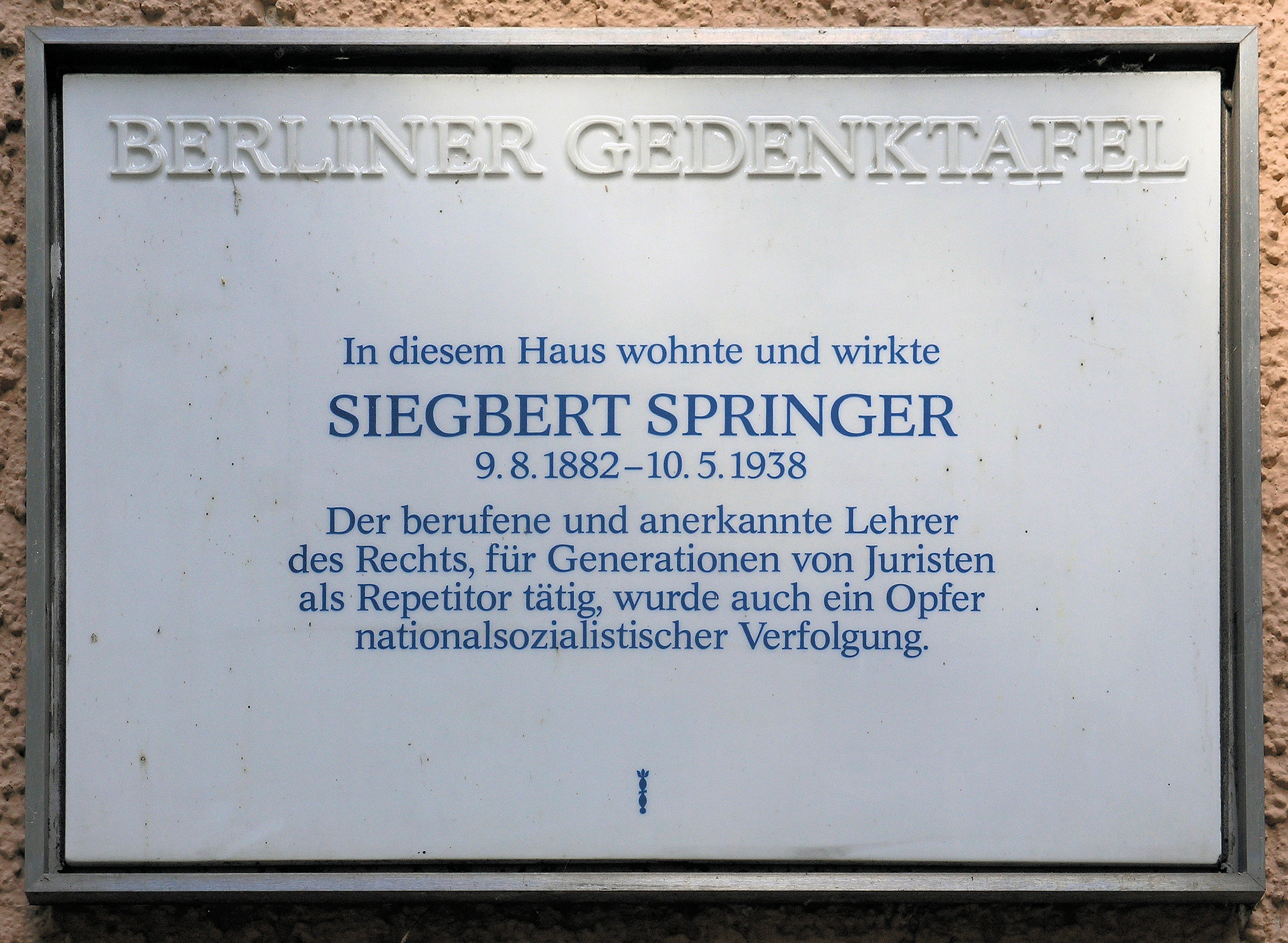
Gedenktafel Berlin-Moabit, Spenerstraße 15

Siegbert Springer litt zeitlebens unter starkem Stottern, weshalb dem promovierten Juristen der Weg zu einer juristischen Karriere versperrt war. So verlegte er sich auf die Tätigkeit des Repetitors. Als solcher hatte er bald „den besten Ruf von allen“. Bei diesem „begnadeten Lehrer des Rechts“ studierten, wie sein ehemaliger Eleve Walter Schwarz in seinen Memoiren anführte „Schüler aus allen Schichten“, darunter Politiker und Angehörige „der höchsten Beamten- und Richterschaft.“ Unter den einflussreichen Persönlichkeiten, die Siegbert Springer ihren Nachwuchs anvertrauten, waren unter anderen die Reichskanzler Hermann Müller und Wilhelm Marx, Reichsaußenminister Gustav Stresemann, Reichsinnenminister Erich Koch-Weser und der Reichsgerichtspräsident Walter Simons. Auch viele angesehene Professoren der  juristischen Fakultät der Berliner Universität, darunter James Goldschmidt, Eduard Kohlrausch und Martin Wolff, ließen ihre eigenen Kinder bei Siegbert Springer ausbilden. Bis zu 40 Hörer gleichzeitig wurden von Springer in einem engen, kargen Raum seiner kleinen Wohnung in der Spenerstraße 15 in Berlin-Moabit unterrichtet. Die Studenten priesen seine unnachahmliche Art, abstrakte Gesetzestexte mit schwarzem Humor in unvergessliche, aus dem Leben gegriffene Beispiele zu transformieren. 
Der jüdischstämmige Springer, der von Walter Schwarz als ebenso charismatischer Lehrer wie gütiger Mensch beschrieben wurde, nahm sich 1938, während der Zeit des Nationalsozialismus, das Leben. Als Grund wird eine Vorladung des Finanzamtes angeführt. Andere Quellen berichten von einer Aufforderung der Gestapo, die Liste seiner Schüler vorzulegen.